# Aethionema membranaceum
Aethionema membranaceum är en korsblommig växtart som först beskrevs av Nicaise Auguste Desvaux, och fick sitt nu gällande namn av Dc. Aethionema membranaceum ingår i släktet Aethionema och familjen korsblommiga växter. Inga underarter finns listade i Catalogue of Life.